# Bebearia severini
Bebearia severini е вид пеперуда от семейство Многоцветници (Nymphalidae). Видът не е застрашен от изчезване.

## Разпространение
Разпространен е в Демократична република Конго, Камерун и Централноафриканска република.